# Løtens kommun
Løtens kommun norska: Løten kommune) är en kommun i Innlandet fylke i östra Norge. 2009 hade kommunen 7 353 invånare. Tätorten Løten är kommunens centralort.
Løtens kommun ligger i området mellan de båda städerna Hamar och Elverum och räknas som en del av landskapet Hedmarken. Kommunen är mest känt för "Løitens akvavit" och födelseplatsen till målaren Edvard Munch.

## Tätorter
I Løtens kommun finns tre tätorter:
- Brenneriroa (Løiten brænderi)
- Løten (centralort)
- Ådalsbruk

## Socknar
Inom Norska kyrkan motsvaras Løtens kommun av Løtens socken i Hamars domprosteri i Hamars stift.